# أولاد امحية (لحدار)
أولاد امحية هي إحدى مشيخات المملكة المغربية، تتبع جغرافيا لإقليم آسفي وإداريًا للحدار. يقدر عدد سكانها بـ 9083 نسمة حسب الإحصاء الرسمي للسكان والسكنى لسنة 2004.